# MadLab Animations
MadLab Animations est une société de production d'animation française, créée en 2017 par Ankama Animations et Ellipsanime Productions (filiale de Média participations) et basée à Roubaix. Elle produit des séries jeunesses et des longs-métrages, d'après des projets lancés par l'une ou l'autre des deux sociétés mères.

## Historique
Créée le 3 juillet 2017, et inaugurée le 28 septembre à Roubaix,, la société MadLab Animations est détenue par Ankama Animations et Ellipsanime Productions (elle-même filiale de Média participations, détenteur de 20 % des parts d'Ankama depuis 2017). Elle est chargée de réaliser des œuvres animées destinées à la jeunesse, notamment dérivées de bandes dessinées. Ankama Animations et Ellipsanime Productions ne cessent cependant pas leurs activités. Les deux firmes se positionnent désormais comme « lanceuses d'idées » et productrices des projets, alors que MadLab Animations a pour charge la fabrication,.
Maia Tubiana et Laëtitia Jaeck sont vices-présidentes de MadLab jusqu'en septembre 2019, date à laquelle elles sont remplacées par Julien Papelier. Le groupe possède dix employés permanents en septembre 2017 et projette un effectif de 120 personnes à terme. En octobre 2017, MadLab annonce la création de 80 emplois. En mai de l'année suivante, 60 personnes ont été embauchées et 25 nouveaux postes sont annoncés. En 2019, les effectifs varient de 75 à 100 personnes.

## Réalisations
Les trois premiers projets présentés par MadLab Animations sont des séries télévisées. Deux sont produites par Dargaud Média, et sont adaptées de bandes dessinées publiées par Dargaud : Kid Lucky, tiré de la bande dessinée homonyme d'Achdé et Garfield Originals, tirée de Garfield de Jim Davis. La troisième, Abraca, est un projet original d'Ankama, explorant l'univers du jeu vidéo homonyme sorti en 2016. Le long-métrage Princesse dragon de Jean-Jacques Denis et Anthony Roux est également repris des mains d'Ankama. L'ensemble des réalisations sont produites en 2D.
Répartis pour un travail total d'une durée de quatre ans, chaque série coûte aux environs de six millions d'euros et l'aide monétaire de la région Hauts-de-France et de Pictanovo augmente de 3,5 à 7 millions pour Ankama et ses filiales de l'animation. La nouvelle entreprise bénéficie également d'une aide de 400 000 € de la part de la Métropole européenne de Lille.
Garfield Originals et Abraca sortent sur la plateforme de vidéo à la demande de France Télévisions en décembre 2019 (puis sur France 3 en 2020 pour Abraca). Kid Lucky est diffusé en 2020 sur M6.

## Filmographie

### Séries télévisées
- 2019 : Garfield Originals, projet original de Dargaud Média (Okoo)
- 2019 : Abraca, projet original d'Ankama Animations (Okoo puis France 3)
- 2020 : Kid Lucky, projet original de Dargaud Média (M6, M6 Kid)
- 2024 : Wakfu, saison 4, projet original d'Ankama (france.tv et Okoo)

### Films
- 2021 : Princesse Dragon d'Anthony Roux et Jean-Jacques Denis, projet original d'Ankama